# ファクンド

『ファクンド――文明と野蛮』（ファクンドぶんめいとやばん、スペイン語原題："Facundo: Civilización y Barbarie"）、または『文明と野蛮：フアン・ファクンド・キロガの生涯』は、1845年、作家でジャーナリスト、そして後に第2代アルゼンチン大統領となったドミンゴ・ファウスティーノ・サルミエントによる本。ラテンアメリカ文学の礎石ともいえる作品であり、副題に「文明と野蛮」とあるように、『ファクンド』は19世紀初頭のアルゼンチンに見られる文明と野蛮を対比している。文芸評論家のロベルト・ゴンサーレス・エチェバリアはこの作品について、「ラテンアメリカで書かれたありとあらゆる分野の作品の中で、もっとも重要な本」と記している。
『ファクンド』は、1820年代から1830年代にかけてアルゼンチン辺境部を恐怖に陥れたカウディーリョ、フアン・ファクンド・キロガの人生を描き出している。『ファクンド』の英訳を行ったキャスリーン・ロスは、サルミエントが本書を著したもう一つの動機が「アルゼンチンの僭主、フアン・マヌエル・デ・ロサスを批難するため」であったことを指摘している。フアン・マヌエル・デ・ロサスはアルゼンチンに1829年から1832年、中断を経て1835年から1852年まで君臨した。サルミエントがチリへと亡命し、同地で本書を完成させたのは、他ならぬロサスが原因であった。サルミエントは、ロサスをファクンドの後継であると考えていた。両者ともにカウディーリョであったし、アルゼンチン辺境部――パンパ――の自然がもたらした野蛮の象徴であるとみなしていた。ロスが解説したとおり、「アルゼンチンの国民性、アルゼンチンの地理的条件が人格に及ぼす影響、田舎の『野蛮』な性質と都市の『文明化』の影響、そして、ヨーロッパからの移民に大きく門戸を開いたアルゼンチンに待っていた偉大なる未来」について説明することに、サルミエントは本書で注力した。
サルミエントは、この作品を通して、文明と野蛮を分かつ方法について探っている。キンバリー・ボールによれば、サルミエントにとって「文明とは北欧、北米、都市、統一党、パス、リバダビア」であり、「野蛮とはラテンアメリカ、スペイン、アジア、中東、田舎、連邦派、ファクンド、ロサス」である。『ファクンド』がのちの大きな影響を及ぼしえたのは、彼が本書において「文明」と「野蛮」の対立を明確に表現したからである。ゴンサーレス・エチェバリアはまた、「ラテンアメリカ文化の中心的な対立としての『文明』=『野蛮』間の弁証法を示したことで、『ファクンド』は、植民地時代に始まり今日まで続く論争を形作ったのである」と記している。
『ファクンド』の初版は、1845年に章別に出版された。1851年に出た第2版で、サルミエントは最後の2章を除いた。しかし、後年出た1874年版ではこれらの章も、本の構成上重要であるとして改めて追加された。
最初の英訳ははメアリー・テイラー・ピーボディ・マンによって行われ、1868年に出版された。また、2003年には、キャスリーン・ロスによる現代語訳・完訳版がカリフォルニア大学出版から出た。

## 背景
サルミエントは、亡命先のチリに滞在していた1845年、当時アルゼンチンに君臨していた独裁者、 フアン・マヌエル・デ・ロサスを攻撃する目的で『ファクンド』を記した。本書は、サルミエントの視点から見たものであり、ロサスや、ラ・リオハの軍人、フアン・ファクンド・キロガといった男たちに代表されるアルゼンチン文化についての批評であった。サルミエントにとって、ロサスやキロガはカウディーリョ――すなわち、法律ではなく、力を頼みとした者たち――であった。しかしながら、
サルミエントの著作は、アルゼンチンにおける文化闘争についての批評であり、またその兆候でもあった。1810年、同国はスペイン帝国からの独立を勝ち取った。だがサルミエントはアルゼンチンが未だ統一された機構として結束されていないことについて不満を漏らしている。アルゼンチンの主な政治的対立は、中央集権化を支持した統一派（サルミエントはこちらを支持していた。統一主義者、またはユニタリアン）と、各地域は一定の自治を維持すべきと考えた連邦派との間に見られた。この対立は、都市と田舎の断絶の一部でもあった。当時も現代においても、ブエノスアイレスは河川交通路と南大西洋へのアクセスによって、アルゼンチン最大かつ最も裕福な都市であった。同市は交易に開かれていただけでなく、新しい思想やヨーロッパの文化にも開かれていた。これらの経済的・文化的相違は、ブエノスアイレスと内陸部諸地域とのあいだに緊張をもたらした。サルミエント自身、統一派に接近していたものの、彼は州外出身であり、西部の街サンフアンの生まれであった。

### アルゼンチン内戦
アルゼンチンが抱えていた対立は、1814年に始まる内戦をもたらした。1820年代前半には脆弱な合意が結ばれた。これはブラジル帝国を相手とするシスプラティーナ戦争を戦い抜くために共和国をまとめあげるに至らしめた。しかし、統一派のベルナルディーノ・リバダビアが初代大統領に選出され、新たに制定された中央集権的な憲法を施行しようとした1826年、各州同士のつながりは再び破綻の危機に直面することとなった。分権派の支持者達は統一派に対して挑戦をしかけ、暴動を勃発させた。連邦派（すなわち分権派）のフアン・ファクンド・キロガとマヌエル・ドレゴらは各州へのさらなる自治権を欲し、欧州文化を拒む傾向にあった。統一派は、リバダビア大統領のもとでヨーロッパ人の大学教育課程を通じて農村の住民に教育機会が提供されたことにより、同政権を強く擁護した。しかしながら、リバダビア政権のもとでは、肉体労働者の給与は政府による賃金価格上限の対象であった。また、ガウチョも投獄または無給で働かされた。
A series of governors were installed and replaced beginning in 1828 with the appointment of Federalist Manuel Dorrego as the governor of Buenos Aires. However, Dorrego's government was very soon overthrown and replaced by that of Unitarist Juan Lavalle. Lavalle's rule ended when he was defeated by a militia of gauchos led by Rosas. By the end of 1829, the legislature had appointed Rosas as governor of Buenos Aires. Under Rosas's rule, many intellectuals fled either to Chile, as did Sarmiento, or to Uruguay, as Sarmiento himself notes.

### フアン・マヌエル・デ・ロサス
Juan Manuel de Rosas's first term as governor lasted only three years. His rule, assisted by Juan Facundo Quiroga and Estanislao López, was respected and he was praised for his ability to maintain harmony between Buenos Aires and the rural areas. The country fell into disorder after Rosas's resignation in 1832, and in 1835 he was once again called to lead the country. He ruled the country not as he did during his first term as governor, but as a dictator, forcing all citizens to support his Federalist regime. According to Nicolas Shumway, Rosas "forced the citizens to wear the red Federalist insignia, and his picture appeared in all public places...  Rosas's enemies, real and imagined, were increasingly imprisoned, tortured, murdered, or driven into exile by the mazorca, a band of spies and thugs supervised personally by Rosas. Publications were censored, and porteño newspapers became tedious apologizers for the regime".

### ドミンゴ・ファウスティノ・サルミエント

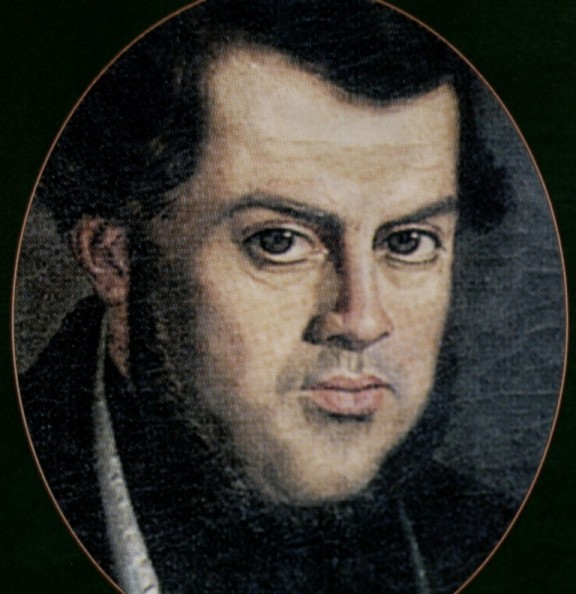
チリへの亡命時に描かれたサルミエントの肖像　フランクリン・ローソン画

In Facundo, Sarmiento is both the narrator and a main character. The book contains autobiographical elements from Sarmiento's life, and he comments on the entire Argentine circumstance. He also expresses and analyzes his own opinion and chronicles some historic events. Within the book's dichotomy between civilization and barbarism, Sarmiento's character represents civilization, steeped as he is in European and North American ideas; he stands for education and development, as opposed to Rosas and Facundo, who symbolize barbarism.
Sarmiento was an educator, a civilized man who was a militant adherent to the Unitarist movement. During the Argentine civil war he fought against Facundo several times, and while in Spain he became a member of the Literary Society of Professors. Exiled to Chile by Rosas when he started to write Facundo, Sarmiento would later return as a politician. He was a member of the Senate after Rosas's fall and president of Argentina for six years (1868–1874). During his presidency, Sarmiento concentrated on migration, sciences, and culture. His ideas were based on European civilization; for him, the development of a country was rooted in education. To this end, he founded Argentina's military and naval colleges.

## あらすじ

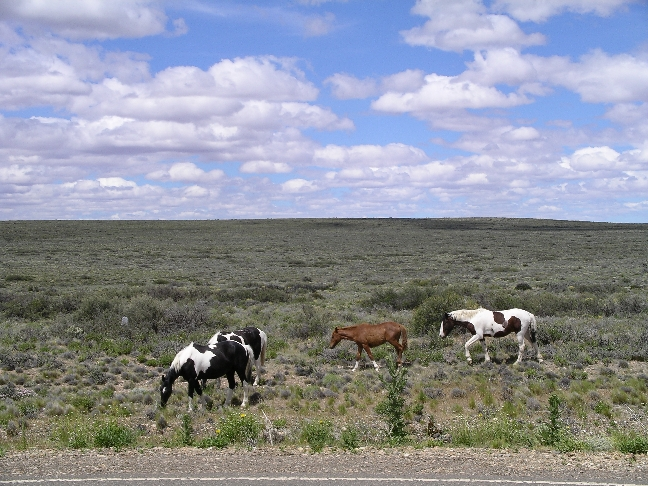
アルゼンチンの平原、パンパ。サルミエントにとって、荒涼として特徴のないこの地形は、アルゼンチンが19世紀中頃までに文明化を達成することを「失敗させた」主要な要因であった。

After a lengthy introduction, Facundo's fifteen chapters divide broadly into three sections: chapters one to four outline Argentine geography, anthropology, and history; chapters five to fourteen recount the life of Juan Facundo Quiroga; and the concluding chapter expounds Sarmiento's vision of a future for Argentina under a Unitarist government. In Sarmiento's words, the reason why he chose to provide Argentine context and use Facundo Quiroga to condemn Rosas's dictatorship is that "in Facundo Quiroga I do not only see simply a caudillo, but rather a manifestation of Argentine life as it has been made by colonization and the peculiarities of the land".

### アルゼンチンにおける受容

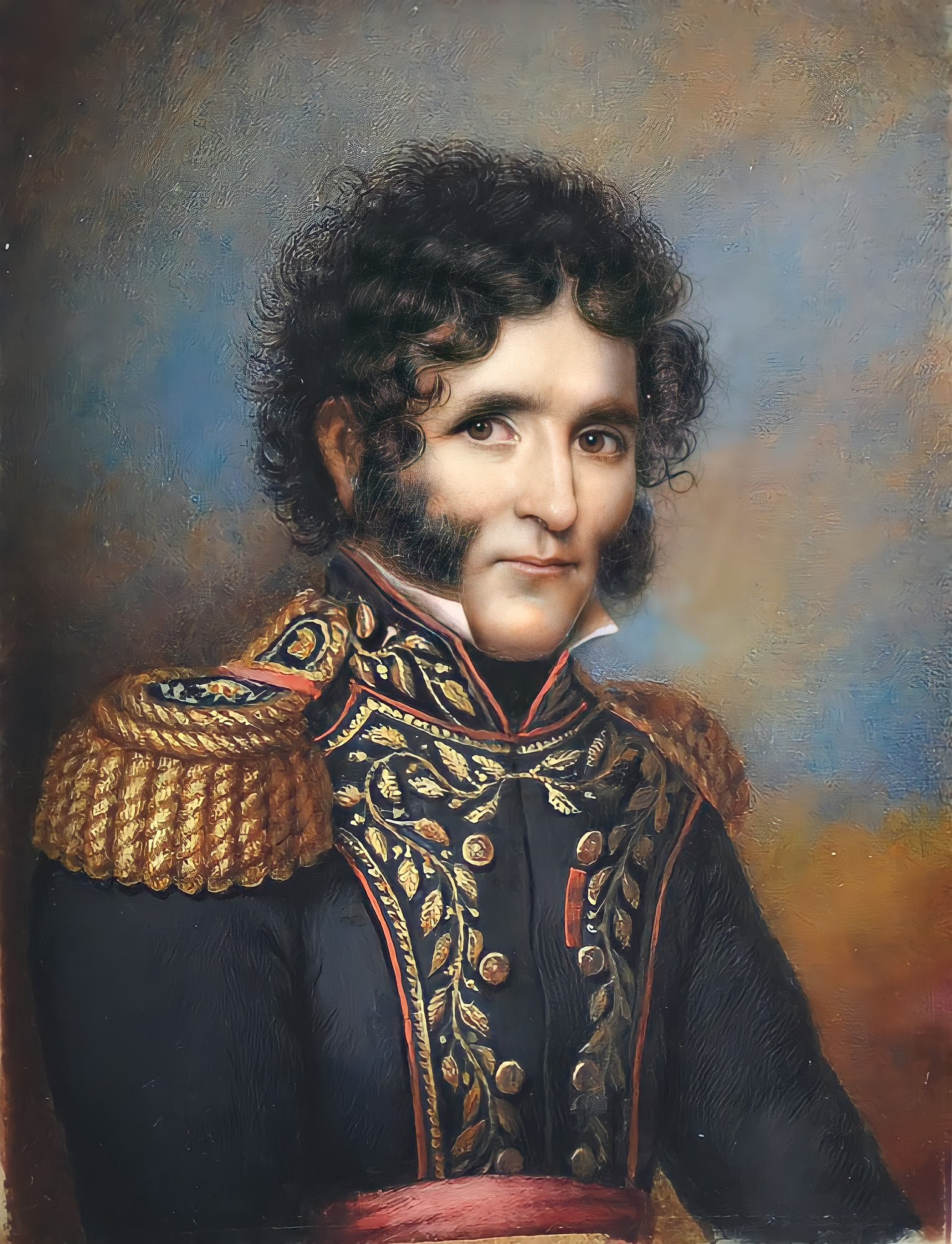
フアン・ファクンド・キロガ

### ファクンドの死の帰結

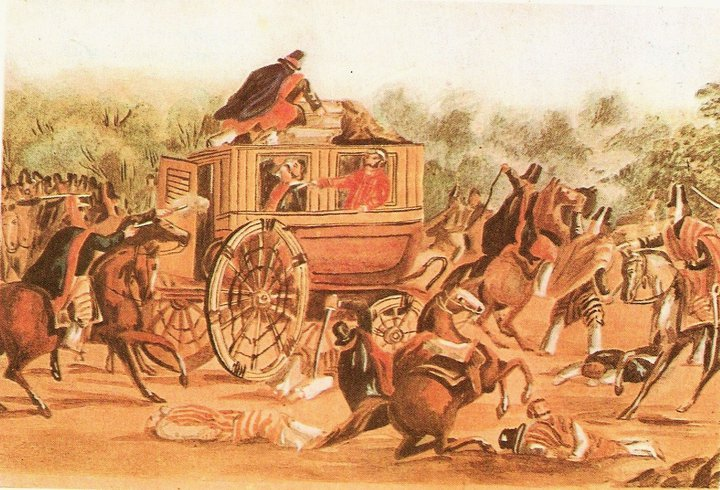
バランカ・ヤコでのファクンド・キロガ暗殺

### 文明と野蛮

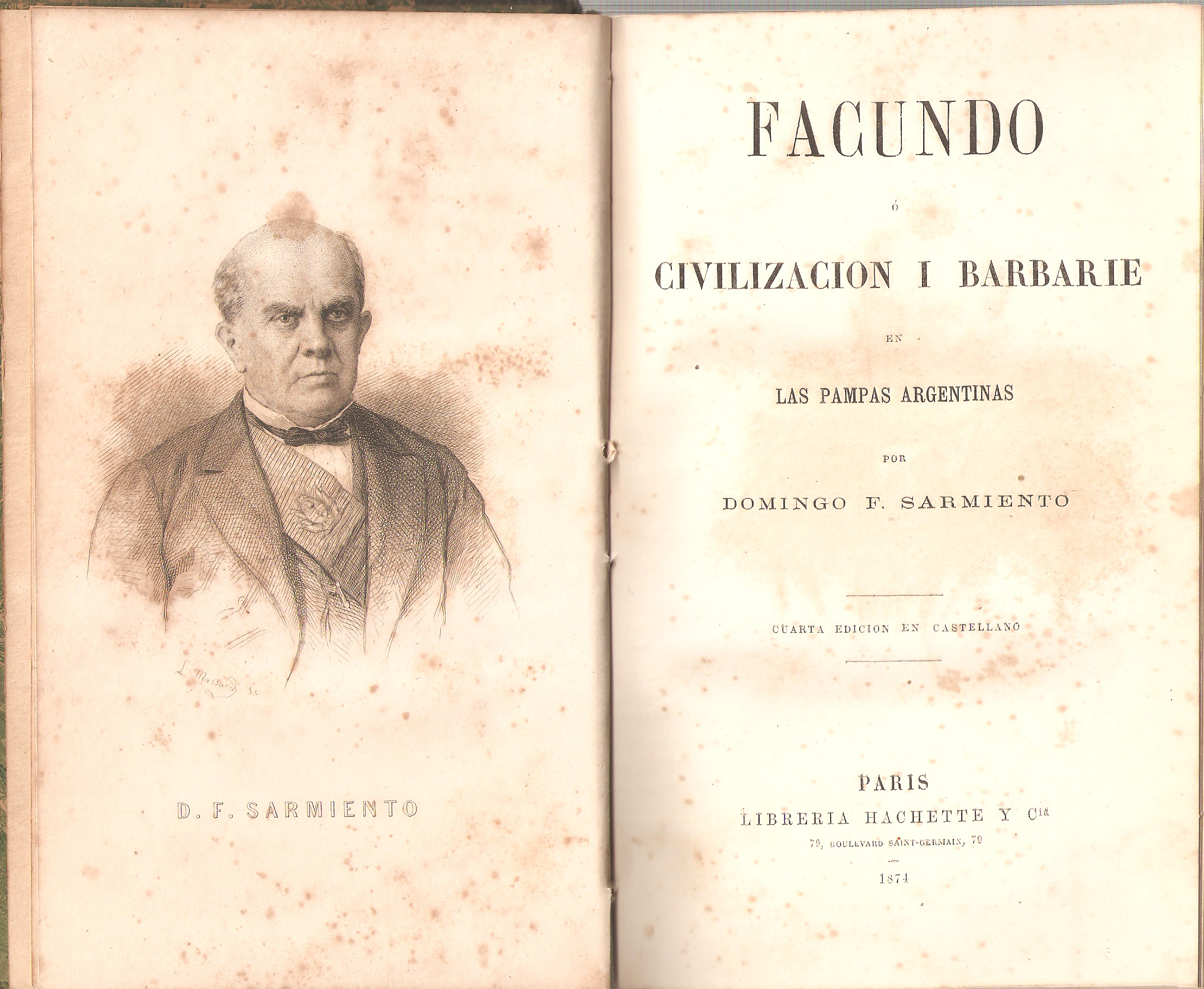
1874年にパリで出版されたスペイン語版第4版4版